# Ronald Mallett
Pour les articles homonymes, voir Mallett.
Le docteur Ronald Lawrence Mallett (30 mars 1945 à Roaring Springs en Pennsylvanie aux États-Unis - ) est un scientifique américain, professeur de physique à l'université du Connecticut.

## Biographie
Quand il était encore un jeune garçon, son père meurt d'une crise cardiaque à l'âge de 33 ans, la même année qu'Einstein. Dès ce moment, Mallet se consacre à l'étude des théories de la relativité, de la physique quantique et de la causalité. En 1973, il reçoit un doctorat de l'université de Pennsylvanie. En outre cette année-là, il obtient une récompense pour l'excellence de son enseignement. En 1975, il est nommé à un poste en tant que professeur auxiliaire pour l'université du Connecticut, où il continue de travailler aujourd'hui. En 1980, il est promu au rang de professeur associé, et depuis 1987, professeur titulaire. Il a depuis reçu deux récompenses et bien d'autres distinctions. Il est membre de la société américaine de physique et de la société nationale des physiciens noirs. Amateur de musique classique, Mallett est également un pianiste hors pair.

## Travaux
Pendant de nombreuses années, Ronald Mallett a travaillé sur les plans d'une « machine à remonter le temps » qui serait en mesure de fonctionner sur des particules ayant une masse. Cette machine, reposant sur la théorie de la relativité, emploie un système de laser circulaire et ralenti.
Selon le professeur Mallett :
- Dans la théorie de la relativité générale d'Einstein, la matière et l'énergie peuvent créer un champ gravitationnel. Ce qui signifie que l'énergie d'un faisceau lumineux peut donc produire lui-même un champ gravitationnel. Ma recherche concerne les champs gravitationnels faibles et les champs gravitationnels forts produits par un faisceau de lumière discontinu sans interruption de circulation simple. Dans le cas d'une gravité faible pour un laser discontinu circulaire, on prévoit qu'une particule neutre en rotation, une fois placée dans la circonvolution, est drainée par le champ gravitationnel en résultant.
- Pour un champ gravitationnel fort dans un cylindre de lumière circulaire, j'ai trouvé des solutions exactes des équations du champ d'Einstein concernant les champs gravitationnel extérieurs et intérieurs pour ce cylindre lumineux. Le champ gravitationnel extérieur est alors montré comme contenant des lignes temporelles fermées. La présence de ces lignes temporelles indique ainsi une possibilité de voyage temporel vers le passé. Ceci crée une base pour une éventuelle machine à remonter le temps basée sur un cylindre de lumière circulaire.

Le programme de recherche du Dr Mallett bénéficie du soutien administratif ainsi que l'appui financier de l'université du Connecticut.

## Contradicteurs
En 2005, Ken Olum et Hugh Everett, publient un article dont voici une traduction de l'abstract :
"Dans une publication récente, Mallett a produit une solution aux équations d'Einstein dans laquelle des courbes temporelles fermées (CTC) existent dans un espace vide hors d'un cylindre de lumière en rotation circulaire autour de son axe. Dans cet article nous prouvons que pour des densités énergétiques réalistes, la CTC apparaît à une distance de l'axe excédant immensément le rayon de l'univers visible.
Ensuite, nous établissons que la solution de Mallett présente une singularité sur l'axe, même après la disparition de l'intensité de la lumière. Il ne s'agit donc pas d'une solution défendable dans un espace de Minkowski pour établir un cylindre de lumière."
- à propos de la singularité :
Ronald Mallett maintient que l'article d'Olum et d'Everett est fondé sur une appréciation erronée, étant donné que la singularité est introduite volontairement comme moyen de confiner un faisceau lumineux de manière circulaire sur une trajectoire effectivement cylindrique. Ne pouvant modéliser la fibre optique ou les cristaux photoniques, Ronald Mallett a effectivement introduit en remplacement une ligne source, de longueur infinie. Il ne produit cependant pas plus d'argument à la faveur de la formation d'une CTC en l'absence de cette singularité.
- à propos de l’énergie nécessaire :
celle-ci diminue avec la vitesse de la lumière et le Dr Mallet envisage un temps de ralentir la vitesse de la lumière, par exemple à l'aide d'un superfluide.
Cependant le physicien J. Richard Gott met en avant la différence entre le fait de réduire la vitesse de la lumière dans le vide et le fait de ralentir la lumière en la faisant traverser un matériau:
"Il faut bien distinguer la vitesse de la lumière dans le vide de sa vitesse dans n'importe quel autre environnement. La première est une constante et la deuxième varie grandement.
Par exemple, la lumière voyage bien plus lentement dans l'eau que dans le vide. Cela ne veut pas dire que l'on vieilli moins vite dans l'eau ou qu'il y soit plus facile de courber l'espace temps.
Les expériences réalisées jusqu'à présent ne changent pas la célérité de la lumière dans le vide, seulement dans d'autres environnements et ne devrait pas faciliter une torsion de l'espace-temps. En particulier la quantité d’énergie pour former un trou-noir ou une machine à voyager dans le temps dans un matériau capable de ralentir la lumière serait inchangée par rapport au vide."
Ronald Mallett abandonnera ensuite l'idée:
« Un temps, j'ai envisagé la possibilité que réduire la vitesse de la lumière puisse accroitre l'effet d'attraction du champ gravitationnel de l'anneau de laser... Une lumière ralentie ne s'est, cependant, pas montrée utile dans mes recherches. »
Enfin, Ken Olum et Hugh Everett objectent également qu'en vertu d'un théorème démontré en 1992 à l'appui de la théorie de la relativité générale, il est impossible de créer une CTC dans une région finie de l'espace satisfaisant à la condition faible sur l'énergie.
Si la ligne source présente dans la solution de Ronald Mallett empêche de violer ce théorème, Ken Olum et Hugh Everett mettent en avant que le théorème exclurait totalement la création d'une CTC dans n'importe quelle approximation finie de cet espace-temps.